# Hydrocotyle bradei
Hydrocotyle bradei är en växtart i släktet Hydrocotyle och familjen araliaväxter.
Arten förekommer i delstaten Rio de Janeiro i Brasilien. Den beskrevs av George Bowyer Rossbach 1935.